# 埃米莉亚·沃特绍尤
埃米莉亚·沃特绍尤（羅馬尼亞語：Emilia Vătăşoiu，1933年10月20日—），罗马尼亚女子竞技体操运动员。她曾代表罗马尼亚获得1956年和1960年夏季奥运会体操比赛女子团体全能铜牌。她也参加了1964年夏季奥运会。